# Friedrich von Wieser
Pour les articles homonymes, voir Wieser.

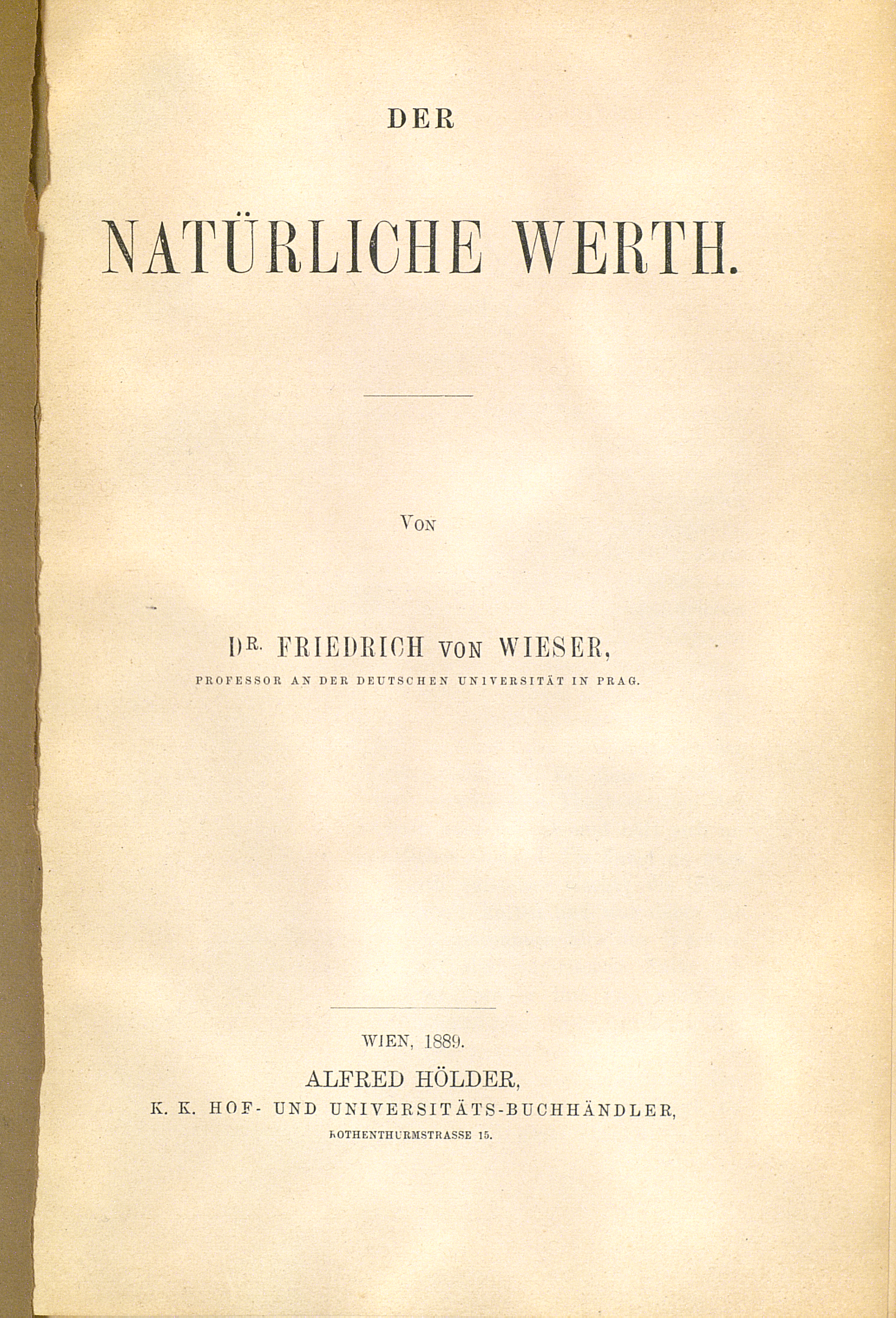
Naturliche Werth, 1889

Friedrich Von Wieser (1851-1926) est un sociologue et économiste autrichien.
Né à Vienne en 1851, il acquiert une formation sociologue puis d'économiste. Il devient un membre éminent de l'école autrichienne d'économie fondée par Carl Menger avec son collègue, ami d'enfance et beau-frère Eugen von Böhm-Bawerk.
Wieser dispose d'un poste d'enseignant en économie à l'université de Vienne et de Prague. En 1903, il succède à Menger. Il repère un étudiant talentueux au nom de Friedrich von Hayek qu'il convie à rencontrer Ludwig von Mises pour un poste d'économiste après avoir passé son doctorat.
Ses contributions à la théorie autrichienne sont doubles : la théorie de l'imputation et la théorie du coût alternatif. 
Ses analyses se retrouvent dans deux ouvrages majeurs qui détaillent la doctrine du coût alternatif : 
- Natural Value, 1889
- Social Economics, 1914
- Das Gesetz der Matcht, 1926

Contrairement à la plupart des penseurs de l'école autrichienne d'économie, Wieser rejette le libéralisme classique :
"Pris dans sa globalité, remarque Sandye Gloria-Palermo, le travail de Wieser est dans la parfaite continuité de l’œuvre de Menger mais aboutit à des conclusions normatives brutalement interventionnistes qui cadrent difficilement avec la position libérale radicale qui caractérise aujourd'hui le courant autrichien. L'orientation politique de Wieser se révèle en fin de compte une apologie explicite du fascisme."